# Schiele in Prison
Schiele in Prison è un film del 1980 diretto da Mick Gold e basato sulla vita del pittore austriaco Egon Schiele.